# カムロちゃん
カムロちゃんは、千葉県佐倉市の元マスコットキャラクター。市の佐倉・城下町400年記念事業の終了に伴い、令和2年度で市の公式キャラクターを卒業した。コンセプトは「『ゆるキャラ以上、萌えキャラ未満』!?」。

## 概要
2010年（平成22年）が1610年（慶長15年）に土井利勝が佐倉藩主となって400年目にあたる事にちなみ、佐倉城築城に要したとされる7年間（2010年度-2017年度）にわたり、佐倉市の歴史・文化・魅力を全国に発信する事を目的とした佐倉・城下町400年記念事業が執り行われている。
カムロちゃんはその昔佐倉城に棲んでいた妖かしであった。江戸時代の書物『古今佐倉真佐子』には、毎晩城内の書院の杉戸に描かれた絵から抜け出して遊ぶ8-9歳くらいの「かむろ」（おかっぱ頭の子ども）の記述がある。城が取り壊されて以来城跡に眠っていたが、400年の時を超え、同事業のイメージキャラクターとして、佐倉の魅力を発信するため「現代に復活」した。
キャラクターデザインおよび事業のロゴを担当するのは佐倉市内在住の漫画家・イラストレーター「誰か（すいか）」である。彼の手による4コマ漫画「ふりむけばカムロちゃん」が、広報誌「こうほう佐倉」と「佐倉･城下町400年記念」公式サイトで連載されている。
また、『古今佐倉真佐子』のごとく、大妖術・三次元と称して絵から抜け出したカムロちゃんが、各種イベントや佐倉市の行事等に定期的に登場している。
カムロちゃんの名前の「カムロ」とは、肩までで切りそろえた髪型の子どもを指す言葉である。現代で言うところのおかっぱ頭やボブカットに近い。詳細は禿を参照。

## プロフィール[2]
- 年齢：400歳[注釈 1]
- 身長：2頭身ちょっと
- 性別：?
- 性格：子どもらしい純粋さと400歳のしたたかさを併せもつ
- 一人称＝「わち」/二人称＝「おぬち」/語尾「-ぢゃ」
- 桜餅・お団子などを好む
- ノンアルコールの甘酒を飲む[注釈 2]

## 歴史
- 2010年1月1日 - 佐倉市の広報紙「こうほう佐倉」にて、4コママンガ「ふりむけばカムロちゃん」の連載がスタート[6]。
- 2011年4月5日 - 佐倉ふるさと広場にカムロちゃんが描かれた飲料自動販売機が設置される。以後、佐倉市立美術館駐車場、京成佐倉駅北口にも設置[7]。
- 2011年4月6日 - 佐倉市内の小学1年生に「カムロちゃん」と「としかつ君」（前述の「ふりむけばカムロちゃん」に登場する、土井利勝の名に由来するキャラクター）が描かれたランドセルカバーを配布[7]。
- 2011年10月15日-2013年8月 - 「ちばのご当地キャラクターラッピングトレイン」企画にて、カムロちゃんをはじめ千葉のご当地キャラクターのイラストが描かれた電車が、JR東日本の房総方面の特急として運行される[2][7]。
- 2011年11月26日 - 佐倉・城下町 400年記念 第13回時代まつりにて大妖術・三次元の姿をお披露目。この日が公式な誕生日となる。以後、各種イベント等や佐倉市の行事に定期的に出没[8]。
- 2013年9月17日-11月8日 - ゆるキャラグランプリ2013に参加。企業枠含む総合ランキングで全1580エントリー中97位、県内5位となる[9]。
- 2013年12月1日 - 佐倉市循環バスのデザインがリニューアルされ、カムロちゃんデザインとなる[10]。佐倉市循環バス。（佐倉市役所にて）

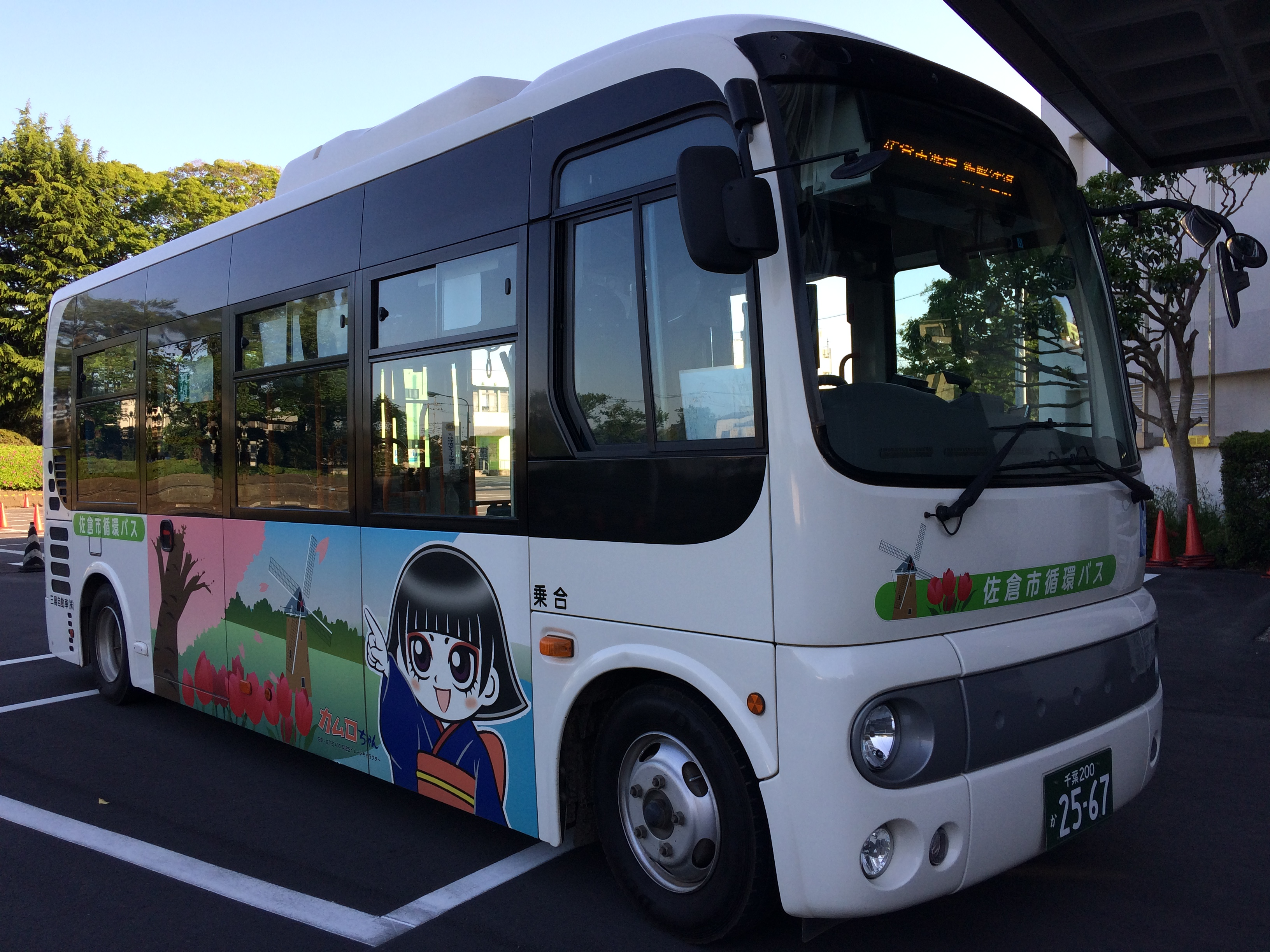
佐倉市循環バス。（佐倉市役所にて）

- 2014年3月14日 - Flashアニメーション「ふりむけばカムロちゃん - 市上最大の危機（ピンチ）!?」が公開される。公式ご当地キャラクターによるストーリーアニメの制作は千葉県内初の試み（※佐倉市調べ）となる[11]。
- 2015年9月14日 - 赤塚不二夫公認サイトでの「第4回シェー!コンテスト」にて「大衆賞」（最多得票）を受賞[12][13]。
- 2020年3月31日 - 令和2年3月31日付けで佐倉おもてなしキャラクターを卒業する[14]。